# Seriatopora hystrix
Seriatopora hystrix ist eine Steinkoralle (Scleractinia). Sie wird im Deutschen als Dornenkronenkoralle, Christusdorn-Koralle oder Stachelige Buschkoralle bezeichnet.

## Verbreitung
Sie kommt in den Korallenriffen des Roten Meeres und des Indopazifik von der Küste Ostafrikas bis nach Samoa, den Ryūkyū-Inseln, den Phoenixinseln und südlich bis zur Lord-Howe-Insel vor.

## Merkmale
Die Koralle bildet kleine und mittelgroße Kolonien, die filigrane, zerbrechliche, dichtverzweigte, am Ende spitze Äste bildet. Sie verzweigt sich in einem Winkel von 30 bis 40°. Die Polypen sind in Reihen angeordnet, daher der Gattungsname Seriatopora. Meist ist sie von weißgelber, hellbrauner oder rosa Farbe. Letzte Farbform ist bei Meerwasseraquarianern sehr beliebt.

## Vermehrung
Seriatopora hystrix vermehrt sich geschlechtlich durch Ablaichen in das freie Wasser. Auch eine ungeschlechtliche Vermehrung durch Polypenausbürgerung wurde beobachtet. Im Aquarium können durch Abtrennen eines Astes leicht Ableger gewonnen werden.